# اینتسا سانپائولو

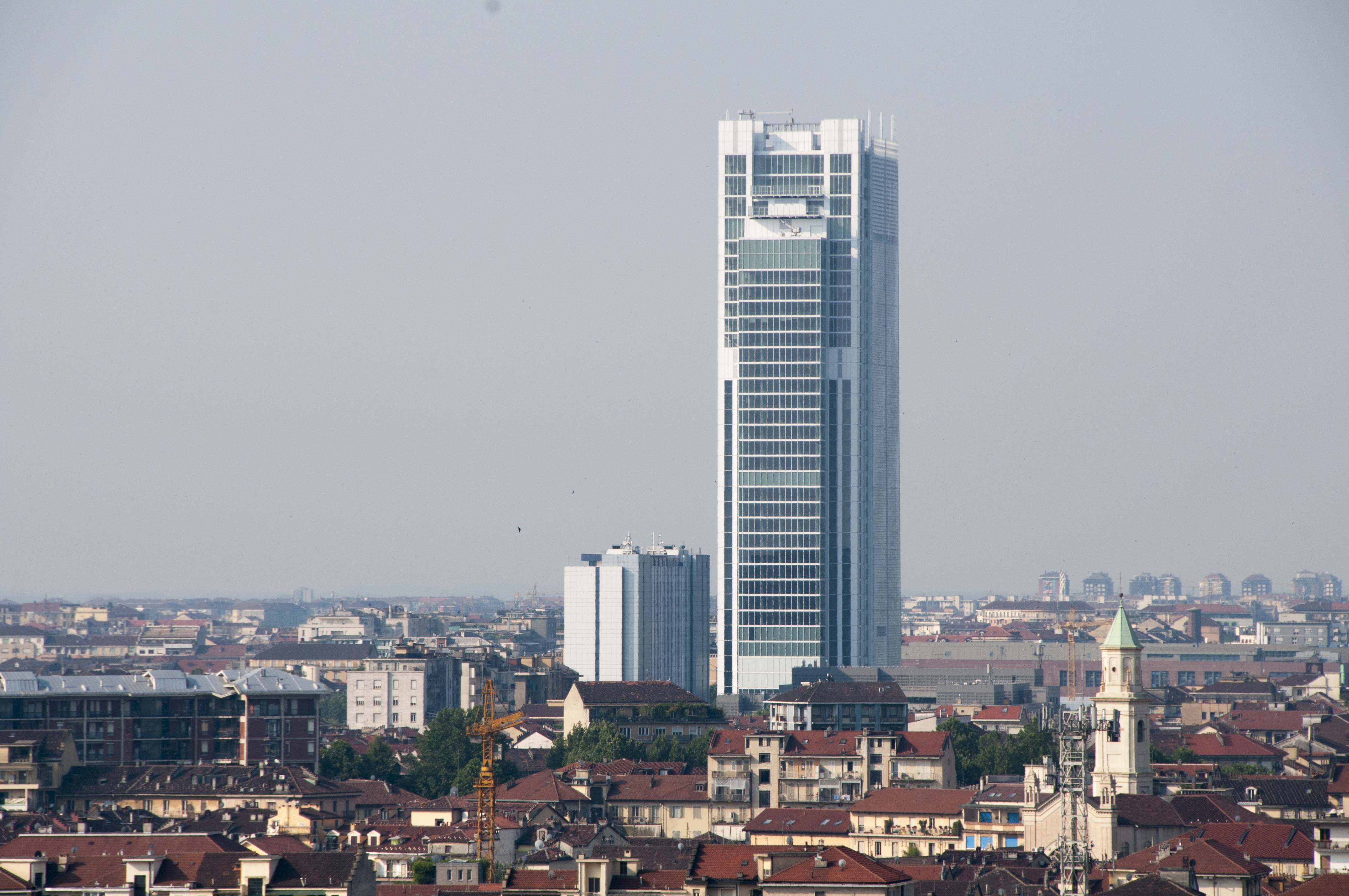
شعبه مرکزی اینتسا سانپائولو، در شهر تورین ایتالیا

اینتسا سانپائولو (به ایتالیایی: Intesa Sanpaolo) یک گروه بانکداری ایتالیایی است، که با ادغام بانکا اینتسا و شرکت خدمات مالی سانپائولو تأسیس شد. شعبه مرکزی این شرکت، در شهر تورین، ایتالیا مستقر می‌باشد.
شرکت اینتسا سانپائولو بزرگترین شرکت خدمات مالی در کشور ایتالیا بوده و حضور جزئی، اما رو به رشدی را، در بازار بین‌المللی دارد. فعالیت‌های این گروه در حال حاضر در مناطق شرقی و مرکزی اروپا، خاورمیانه و آفریقای شمالی متمرکز می‌باشد.
هنگامی که اینتسا سانپائولو در سال ۲۰۰۷ تشکیل شد، با ۱۳ میلیون مشتری و ۶۹۰ میلیارد دلار دارایی، پس از یونی‌کردیت، توانست خود را به‌عنوان دومین بانک بزرگ ایتالیا مطرح نماید.
این شرکت در سال ۲۰۱۰ موفق شد، حجم دارایی‌های خود را، به میزان ۸۷۷٫۶۶ $ میلیارد دلار افزایش دهد، که در این سال، در فهرست بزرگترین شرکت‌های جهان، در رتبه ۲۶ قرار گرفت.
گروه بانکداری اینتسا سانپائولو در حال حاضر پس از یونی‌کردیت به‌عنوان دومین بانک بزرگ ایتالیا شناخته می‌شود. این گروه مالی در سال ۲۰۰۹ موفق به خرید ۳۰٪ از سهام شرکت هانی‌ورم شد، همچنین سهام خود را در شرکت آلایتالیا به میزان ۳۳٪ افزایش داد.